# Kvarnvallmo
Kvarnvallmo (Papaver macrostomum) är en vallmoväxtart som beskrevs av Pierre Edmond Boissier och Huet. Enligt Catalogue of Life ingår Kvarnvallmo i släktet vallmor och familjen vallmoväxter, men enligt Dyntaxa är tillhörigheten istället släktet vallmor och familjen vallmoväxter. Arten förekommer tillfälligt i Sverige, men reproducerar sig inte.

## Underarter
Arten delas in i följande underarter:
- P. m. bornmuelleri
- P. m. dalechianum
- P. m. tubuliferum